# Oreocnide obovata
Oreocnide obovata là loài thực vật có hoa trong họ Tầm ma. Loài này được (C.H. Wright) Merr. mô tả khoa học đầu tiên năm 1937.